# Ідку – Нубарія – Дашур
Ідку – Нубарія – Дашур – складова єгипетської газотранспортної системи, через яку відбувається постачання блакитного палива до каїрського регіону та газового хабу Дашур. 
У 2000 та 2003 роках на схід від Александрії почали роботу газопереробні заводи Розетта та Буруллус, що провадили підготовку продукції офшорних родовищ. Частину виробленого ними товарного газу спрямували на південний захід по коротким газопроводам Ідку – Абу-Хоммос завдовжки 26 км з діаметрами 600 мм та 750 мм. В районі Абу-Хоммос їх під’єднали до трубопроводів, які сполучають район Александрії та Даманхур (дві нитки діаметрами 500 мм та 600 мм), що надало змогу передавати ресурс одразу у двох напрямках – на захід по реверсованій ділянці до Александрії та на схід до ТЕС Махмудія та ТЕС Даманхур.  
В подальшому від хабу Абу-Хоммос проклали ще дві ділянки:
- у південному напрямку – довжиною 65 км та діаметром 1050 мм до Нубарія, при цьому головним завданням на той час було живлення нової ТЕС Нубарія;
- у південно-східному напрямку – довжиною 60 км та діаметром 750 мм до сполучення в районі Шабшир із газопроводом Тальха – Каїр (також транспортує ресурс з середземноморського узбережжя у напрямку столиці), при цьому саме від цієї ділянки отримала живлення нова ТЕС Ель-Атф. 
В 2014-му систему знову продовжили у південному напрямку до газового хабу Дашур, для чого спорудили ділянки Нубарія – Садат завдовжки 70 км з діаметром 900 мм та Садат – Дашур завдовжки 75 км з діаметром 1050 мм (при цьому у Садат утворився перетин із газопроводом Амірія – Дашур, спорудженим за півтора десятиліття до того для подачі ресурсу походженням із Західної пустелі). В Садат-Сіті великим споживачем природного газу може бути металургійний комбінат компанії Beshay Steel.
Через газовий хаб Дашур блакитне паливо може передаватись до Газопроводу Верхнього Єгипту та південної частини Каїрського газопровідного кільця.
Іншим напрямком видачі ресурсу з Нубарії має бути південно-східний, де запланували прокласти трубопровід завдовжки 104 км з діаметром 800 мм. Він повинен сполучати Нубарію з газовим хабом Міт-Нама у північній частині Каїрського газопровідного кільця та забезпечувати живлення ТЕС Гіза-Північ. В 2015-му була завершена ділянка довжиною 66 км (і тоді ж розпочала роботу зазначена електростанція), втім, станом на 2019 рік зазначалось, що трубопровід Нубарія – Міт-Нама все ще очікує завершення.
Враховуючи описану вище конфігурацію, запланували подальше підсилення північної частини системи. В 2020-му на ділянці Ідку – Абу-Хоммос ввели в дію ще одну нитку завдовжки 28 км з діаметром 1050 мм, тоді як між Абу-Хоммос та Нубарією планують прокласти другу нитку завдовжки 65 км з діаметром 800 мм.
Окрім зазначеного вище сполучення Абу-Хоммос – Шабшир, система має ще одну перемичку із газопроводом Тальха – Каїр, яка має довжину 43 км, діаметр 600 мм та подає ресурс з району на південь від Танти до Нубарії.